# Alice, Texas
Alice är administrativ huvudort i Jim Wells County i Texas. Orten har fått sitt namn efter ranchägaren Richard Kings dotter Alice. Enligt 2010 års folkräkning hade Alice 19 104 invånare.

## Kända personer från Alice
- Robert Curl, kemist